# Sariñena (kommun)
Sariñena är en kommun i Spanien.   Den ligger i provinsen Provincia de Huesca och regionen Aragonien, i den nordöstra delen av landet, 300 km nordost om huvudstaden Madrid. Antalet invånare är 4 402.